# Haute Coiffure

Haute coiffure est un téléfilm français réalisé par Marc Rivière, diffusé le 3 décembre 2004 sur Arte.

## Synopsis
Dans une cité de banlieue, Martine, la quarantaine, élève seule son fils de 18 ans, Sylvio, étudiant à Sciences Po. Coiffeuse au chômage, elle travaille en intérim dans le toilettage pour chien. Un jour plus catastrophique que les autres, elle emboutit un vieux camion à frites. Lui vient une idée : et si elle rachetait la guimbarde et l'aménageait en salon itinérant ? Aussitôt dit, aussitôt fait !
Voici Martine au volant de son camion rouge et jaune, sillonnant les banlieues environnantes au grand dam des hommes de sa vie, son fils et son père, le premier reniant ses origines populaires en espérant réussir sa vie, l'autre noyant sa misère atavique dans l'alcool.

## Fiche technique
- Réalisateur : Marc Rivière
- Scénario : Pascale Chouffot et Ludovic Pion-Dumas
- Photographie : Jean-Claude Aumont
- Son : Pierre Donnadieu
- Montage : Pascale Arnaud
- Musique : Carolin Petit
- Langue : Français
- Pays de production : France
- Genre : Comédie
- Date de diffusion : 3 décembre 2004 sur Arte
- Durée : 95 minutes.

## Distribution
- Michèle Bernier : Martine, une femme seule qui ouvre un salon de coiffure itinérant desservant une banlieue pauvre
- Pascal Elso : Gérard, un ouvrier au chômage qui n'ose pas avouer ses sentiments à Martine
- Tsilla Chelton : Simone, une vieille anarchiste
- Judith Henry : Nathalie, une jeune femme fragile et suicidaire
- Maurice Chevit : Marcel, le vieil et éternel soupirant de Martine
- Lucia Sanchez : Carole
- Marie Pillet : Anna
- Christian Bouillette : Carlo
- Alexis Michalik : Silvio, le fils de Martine, étudiant en sciences politiques
- Roland Marchisio : Antoine
- Tassadit Mandi : Fadia, une femme qui subit les hommes de la famille
- Bernard Alane : Charles Lefèvre, un fournisseur du salon
- Brigitte Aubry : une cliente du salon
- Christine Bechenit : une femme à l'Armée du Salut
- Maria Ducceschi : la cliente geignarde
- Liana Fulga : la mère roumaine
- Mauricette Gourdon : la cliente du salon snob